# Île-de-Sein
 Île-de-Sein  (en bretón Enez Sun) es una isla, una población y una comuna francesa, situada en la región de Bretaña, departamento de Finisterre, en el distrito de Quimper y el cantón de Pont-Croix. La comuna comprende la isla homónima, la isla de Sein (en francés: île de Sein, sin guiones), que le dio su nombre, y unos islotes inhabitados. La isla de Sein se encuentra a 5 millas náuticas (8 km) al oeste de la punta de Raz, de la que la separa el estrecho llamado Raz de Sein, y marca el límite sur del mar de Iroise. La isla pertenece a la asociación francesa de las Islas del Poniente (en francés: Îles du Ponant).

## Geografía

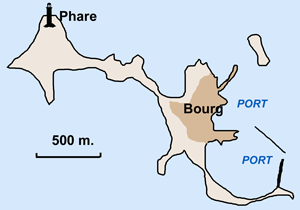
Mapa de la isla de Sein: a la izquierda, el faro, a la derecha, el pueblo y su puerto.

La isla de Sein es la parte visible de la Calzada de Sein (en francés: Chaussée de Sein), una cresta granítica sumergida que se extiende en el eje de la punta del Raz de este a oeste, sobre una distancia de 24 km. La isla tiene una longitud aproximada de 2,800 km, y tiene forma de S inversa cuya parte central se reduce a 25 m de ancho, mientras las partes más anchas alcanzan 800 m. En la parte este se encuentra el puerto y el pueblo que concentra a la casi totalidad de los habitantes de la isla. El faro de la isla se levanta en el extremo oeste de la isla.
De una altitud media de 1,5 m, la isla entera apenas emerge sobre el nivel del mar, y las playas de arena y de canto rodado que constituyen la mayor parte de su costa prácticamente no la protegen de las tormentas. En el siglo XIX, fue sumergida casi por completo por las olas durante las violentas tempestades de 1830, 1868 y 1897, y en las grandes marejadas de invierno las olas a veces invaden el interior de la isla. En 1981 se estimó que 5 a 6 ha de la superficie de la isla eran potencialmente inundables. Para defender la isla de los ataques del mar, se han construido casi 2,5 km de diques.
Los vientos que barren la isla impiden que crezcan árboles y arbustos. Los diminutos campos en los que se cultivaba antiguamente la cebada y la patata, hoy abandonados, se tenían que cercar con muretes de piedra para minimizar el efecto del viento.

## Demografía
| 1094 | 835 | 607 | 504 | 348 | 242 |
| Para los censos de 1962 a 1999 la población legal corresponde a la población sin duplicidades (Fuente: INSEE [Consultar]) |     |     |     |     |     |

## Fuente
- Web oficial del ayuntamiento de île-de-Sein